# 김윤환 (아이스하키 선수)
김윤환(金倫煥, 1985년 8월 24일~)은 대한민국의 은퇴한 아이스하키 선수로, 현역 시절에는 하이원과 안양 한라 소속으로 뛰었다. 국가대표팀 선수이기도 하며, 2007년과 2011년 동계 아시안 게임에서 동메달을 수상한 바 있다.